# Seward County (Kansas)
Seward County je okres ve státě Kansas v USA. K roku 2010 zde žilo 22 952 obyvatel. Správním městem okresu je Liberal. Celková rozloha okresu činí 1 659 km².